# Bom Jesus dos Perdões
Bom Jesus dos Perdões – miasto i gmina w Brazylii, w stanie São Paulo. Znajduje się w mezoregionie Macro Metropolitana Paulista i mikroregionie Bragança Paulista.